# Frozen radios
Frozen radios is tweede studioalbum van de Duitse muziekgroep 'ramp, toen ['ramp] geheten. Het bevat drie suites van elektronische muziek gecombineerd met ambient. De ambient is het echter maar weinig toegepast. Werd op het vorige album Lambert Ringlage nog als vast lid vermeld; op dit album staat hij te boek als gastmusicus.

## Musici
- Stephen Parsick, Frank Makowski– synthesizers, andere toetsinstrumenten, sampling en programeerwerk

met medewerking van: 
- Lambert Ringlage
- Jens Peschke (alleen op frozen radio)

## Composities
| Nr. | Titel                                    | Duur  |
| --- | ---------------------------------------- | ----- |
| 1.  | frozen radios - fridge                   | 6:55  |
| 2.  | frozen radios – frozen radios            | 10:06 |
| 3.  | frozen radios - drowned                  | 2:06  |
| 4.  | frozen radios – din’s in the dale, steve | 11:27 |
| 5.  | two miles from Blaricum - damage         | 9:39  |
| 6.  | two miles from Blaricum - dissolution    | 12:06 |
| 7.  | dauerschlaf – hybernation                | 20:19 |

Frozen radio is een improvisatie gespeeld in de studio van Frank X-center geheten; opname van juli 1998; two miles from Acaricuna is opgenomen tijdens een concert in Huizen op 10 april 1999 (Alpha Centauri Festival versie 6); dauerschlaf stamt uit april 1996; op deze track speelt Ringlage mee.
De band refereert aan drie zaken:
- De ramp als betekenis voor de band;
- Radio Massacre International; het is geen tribute; de band bestaat nog; track 4 verwijst naar Steve Dinsdale van RMI.
- Cosmic Hoffmann; hij adviseerde en mixte.